# Clathria maunaloa
Clathria maunaloa är en svampdjursart som först beskrevs av de Laubenfels 1951.  Clathria maunaloa ingår i släktet Clathria och familjen Microcionidae. Inga underarter finns listade i Catalogue of Life.